# Reduviidae
I Reduvidi (Reduviidae Latreille, 1807) sono una famiglia cosmopolita di Insetti dell'Ordine dei Rincoti. Con oltre 7 000 specie, rappresenta una delle più vaste famiglie dei Rincoti Eterotteri. Con la più piccola famiglia dei Pachynomidae, esclusivamente tropicale, I Reduvidi compongono la superfamiglia dei Reduvoidea.

## Morfologia

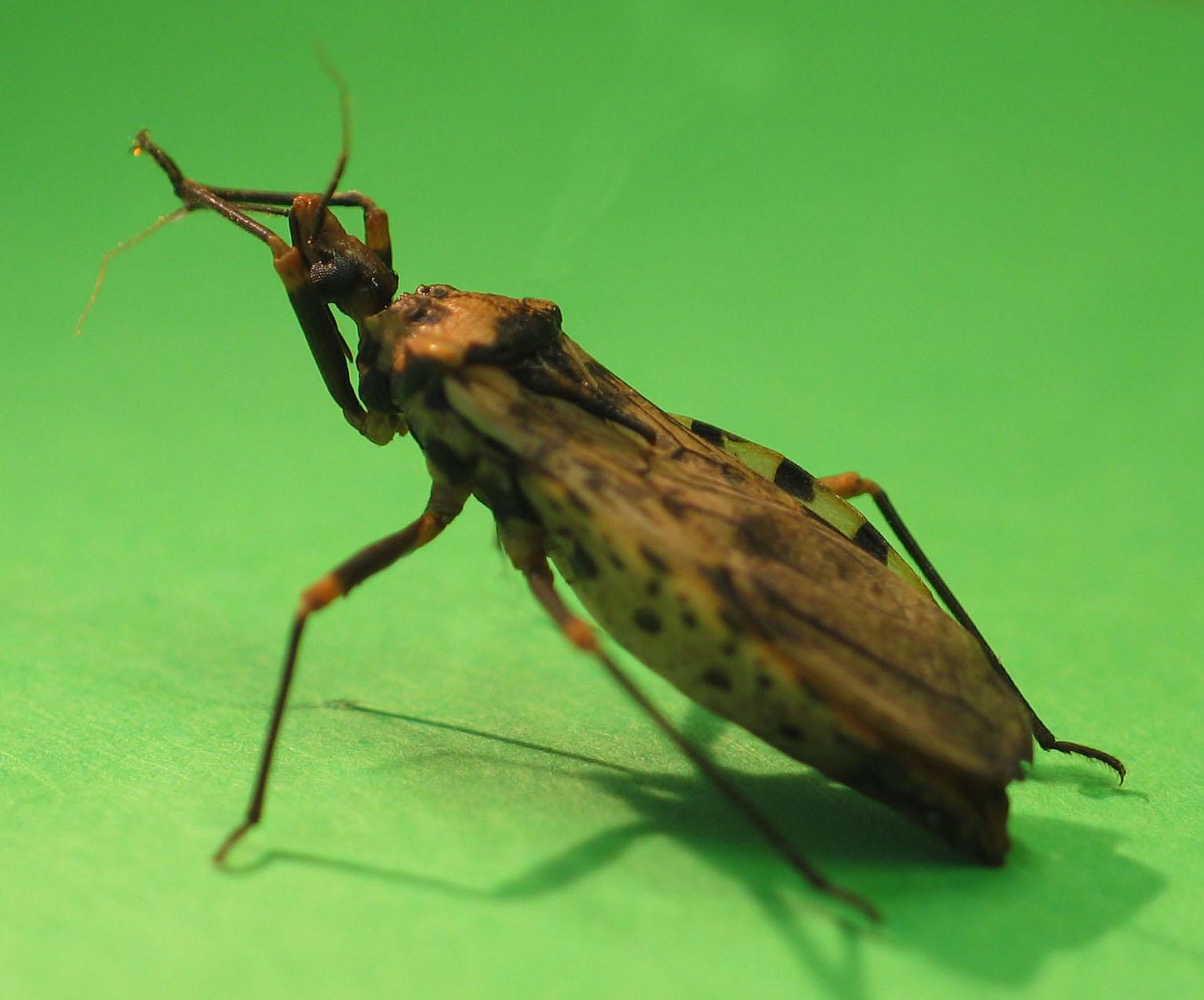
Panstrongylus geniculatus

I Reduvidi hanno corpo di medie o grandi dimensioni, spesso lungo fino a 2-4 cm. La forma è più o meno slanciata e allungata e depressa; i colori in genere scuri e poco appariscenti, ma talvolta spiccano tonalità più vive come il rosso o l'arancio. Il capo è ben distinto dal torace; ha una forma allungata ed è in genere di dimensioni piccole in proporzione al resto del corpo. Il vertice è marcato da un solco trasversale. Le antenne sono lunghe, composte da 4 articoli, gli occhi grandi, gli ocelli non sempre presenti. L'apparato boccale ha un rostro breve e robusto, composto da tre articoli, arcuato e staccato dal corpo. Fanno eccezione i Triatominae, nei quali il rostro è lungo e flessibile.
Il torace ha forme varie e mostra in generale il pronoto ben sviluppato. La caratteristica dei Reduvidi è la presenza, nel prosterno di un'area zigrinata usata come organo sonoro: la parte distale del rostro viene sfregata sul prosterno producendo un suono stridente.
Le ali possono essere ben sviluppate oppure essere più o meno ridotte o assenti nelle forme meiottere. Le anteriori, differenziate in emielitre, hanno la parte sclerificata priva della tipica frattura che, nella maggior parte degli Eterotteri, separa il corio dal clavo; le nervature della membrana delimitano in genere due cellule. Le zampe sono esili e allungate, le medie e le posteriori tipicamente ambulatorie. Quelle anteriori sono in genere raptatorie, atte ad afferrare le prede; hanno i femori ingrossati e le tibie spesso spinose. Sulla porzione distale delle tibie anteriori e, talvolta, medie, è presente un cuscinetto adesivo che emette un liquido oleoso.
L'addome presenta spesso i paratergiti, le espansioni laterali dei tergiti che in molti Eterotteri sporgono lateralmente oltre le ali. I paratergiti mostrano spesso una colorazione a bande trasversali.

## Etologia

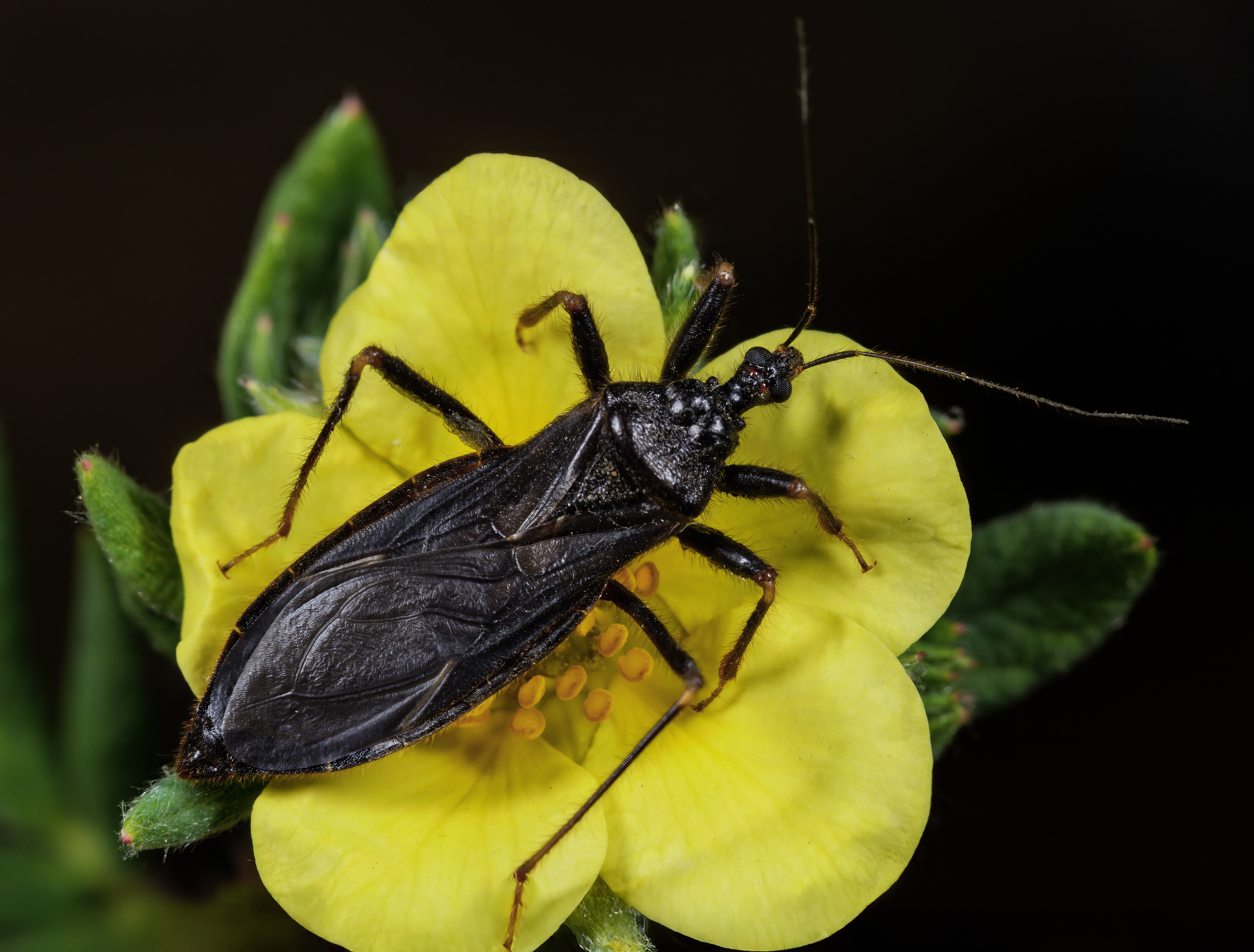
Reduvius personatus.

I Reduvidi sono rincoti prevalentemente zoofagi, predatori di Artropodi, oppure ematofagi. Sono noti per la loro spiccata aggressività, che in diverse specie si rivolge anche verso i vertebrati, compreso l'uomo, producendo punture particolarmente dolorose, attraverso il loro possente rostro. Molti reduvidi sono peraltro comunemente chiamati con nomi che richiamano la loro pericolosità o la loro aggressività (es. "cimici assassine").
Le specie ematofaghe rappresentano, insieme ai Cimicidi, i pochi rincoti d'interesse medico e alcune specie tropicali possono trasmettere, con la loro puntura, protozoi patogeni (es. Triatoma infestans).
Le specie artropofaghe, pur essendo spesso utili in quanto attaccano insetti dannosi, nel complesso non sono di grande interesse ai fini della lotta biologica data l'estrema polifagia. Diverse specie attaccano anche insetti ausiliari come altri predatori (es. i Coccinellidi) o pronubi (es. le api). Singolare è anche il comportamento nella predazione, in quanto molti Reduvidi sono soliti nascondersi per tendere l'agguato alle proprie vittime, oppure mimetizzarsi ricoprendo il loro corpo con detriti (es. stadi giovanili di Reduvius personatus). Frequente è anche il cannibalismo, comportamento comunque non raro in molti insetti predatori. In alcuni casi il cannibalismo è portato all'estremo come, ad esempio, nella specie Rhinocoris erythropus, la cui femmina può addirittura aggredire le neanidi nate dalle sue stesse uova.

## Sistematica
La famiglia comprende circa 7 000 specie, ripartite fra circa un migliaio di generi, ed è una delle più numerose fra gli Eterotteri. La suddivisione in sottofamiglie è incerta e controversa: in letteratura sono citate oltre 30 sottofamiglie, ma alcune di queste sarebbero sinonimi. Secondo gli Autori, gli orientamenti più recenti individuerebbero 20-25 sottofamiglie.
- Bactrodinae
- Centrocnemidinae
- Cetherinae
- Chryxinae
- Ectrichodiinae
- Elasmodeminae
- Emesinae
- Hammacerinae

- Harpactorinae
- Holoptilinae
- Manangocorinae
- Peiratinae
- Phimophorinae
- Phymatinae
- Physoderinae
- Pseudocetherinae

- Reduviinae
- Saicinae
- Salyavatinae
- Sphaeridopinae
- Stenopodainae
- Triatominae
- Tribelocephalinae
- Vesciinae
- Visayanocorinae

### Alcune specie

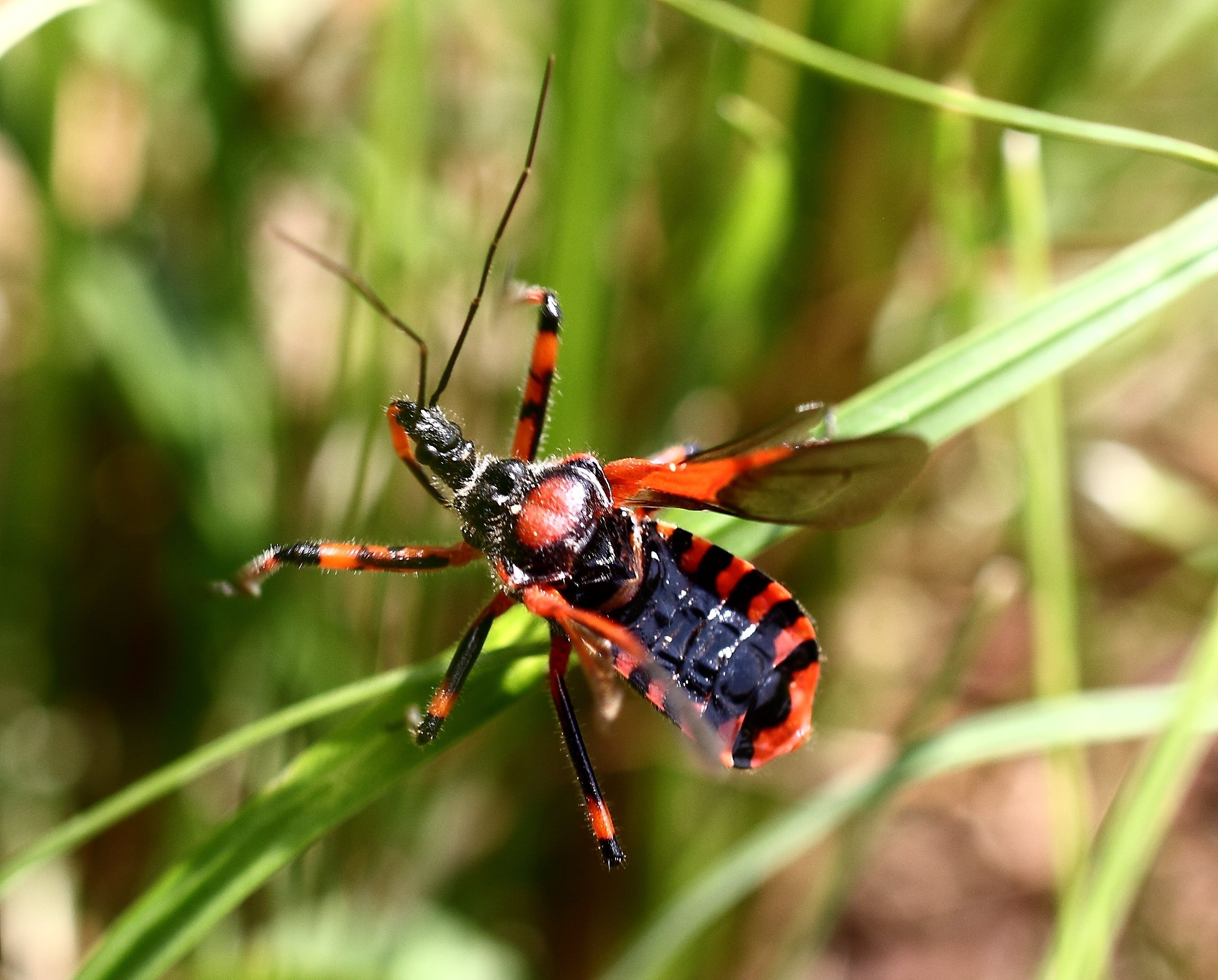
Rhynocoris iracundus (Harpactorinae)
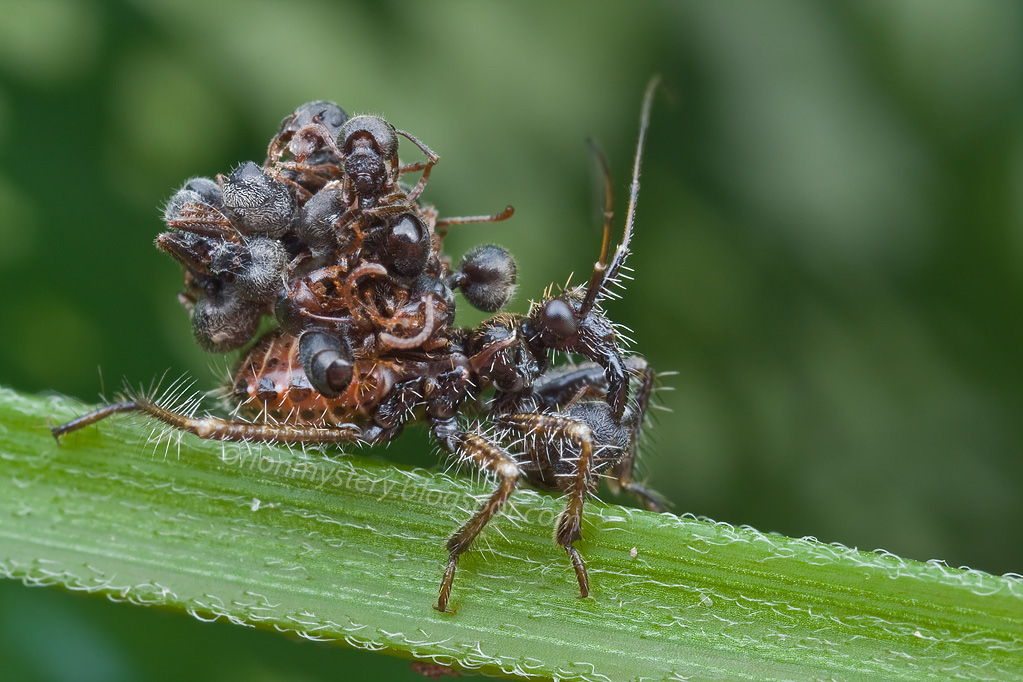
Acanthaspis petax (Reduviinae)
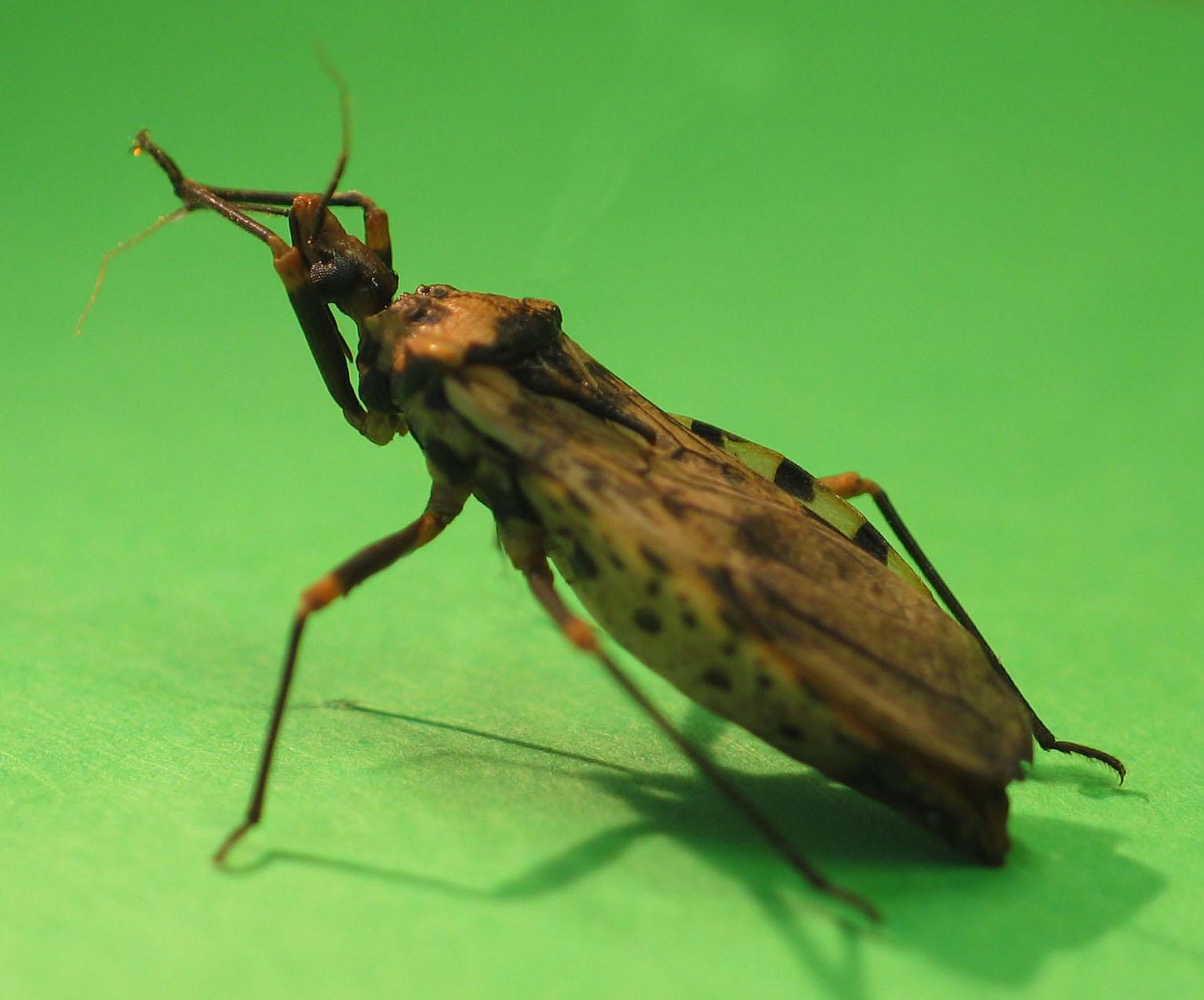
Panstrongylus geniculatus (Triatominae)
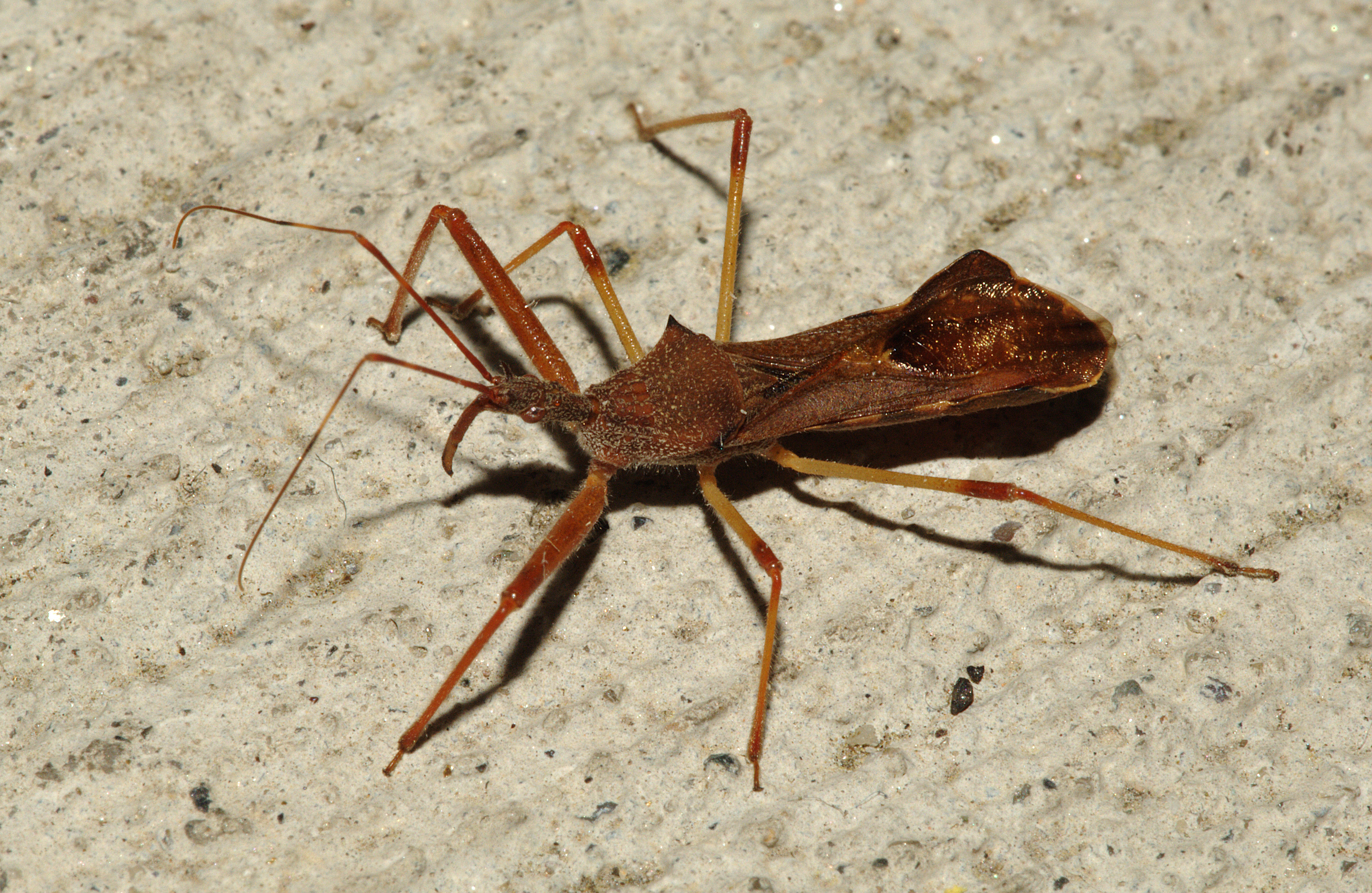
Nagusta goedelii (Harpactorinae)